# Madrigalejo del Monte
Madrigalejo del Monte és un municipi de la província de Burgos a la comunitat autònoma de Castella i Lleó. Forma part de la comarca de l'Arlanza.

## Demografia
| 1940 |  | 1950 |  | 1989 |  | 1991 |  | 1996 |  | 2001 |  | 2004 |  | 2006 |
| ---- |  | ---- |  | ---- |  | ---- |  | ---- |  | ---- |  | ---- |  | ---- |
| 413  |  | 358  |  | 98   |  | 175  |  | 192  |  | 174  |  | 211  |  | 197  |